# Rovné (powiat Rymawska Sobota)
Rovné – wieś (obec) na Słowacji położona w kraju bańskobystrzyckim, w powiecie Rymawska Sobota. Pierwsze wzmianki o miejscowości pochodzą z roku 1413.
Według danych z dnia 31 grudnia 2012, wieś zamieszkiwało 137 osób, w tym 69 kobiet i 68 mężczyzn.
W 2001 roku pod względem narodowości i przynależności etnicznej 98,21% mieszkańców stanowili Słowacy, a 1,19% Węgrzy.
Ze względu na wyznawaną religię struktura mieszkańców kształtowała się w 2001 roku następująco:
- Katolicy rzymscy – 17,86%
- Ewangelicy – 49,4%
- Ateiści – 27,98%
- Nie podano – 1,79%